# João Tatagiba

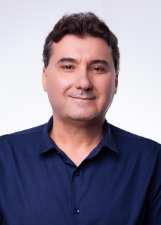
João Tatagiba em 2024

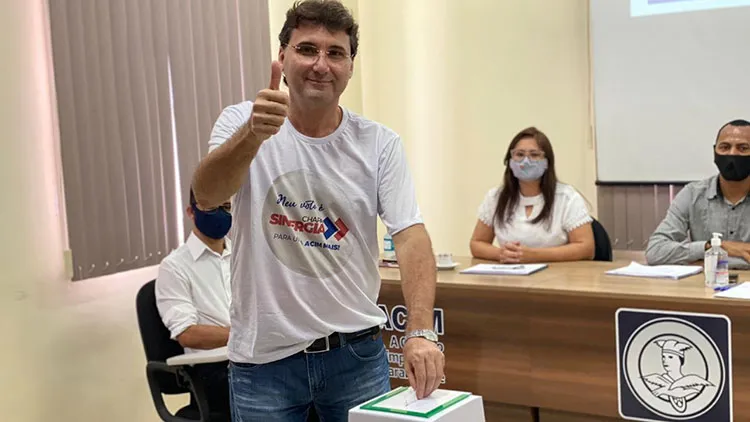
João Tatagiba em eleição da Associação Comercial e Industrial de Marabá.

João Eufrásio de Alcântara Tatagiba é um administrador, empresário, especialista em indústria e comércio e político brasileiro. Atualmente, exerce o cargo de vice-prefeito do município de Marabá, no estado do Pará.
Antes de ingressar na política, destacou-se como uma das principais figuras do setor comercial e industrial da região do Carajás, consolidando sua carreira como empresário. Foi presidente da Associação Comercial e Industrial de Marabá (ACIM) por dois mandatos, durante os quais liderou iniciativas voltadas à atração industrial e ao fortalecimento do setor comercial da cidade, utilizando sua experiência em gestão empresarial.

## Biografia
Originou-se na cidade baiana de Teixeira de Freitas, em 12 de março de 1966. Filho de comerciantes e fazendeiros, se interessou desde jovem no segmento de produção agropecuária através dos negócios de seu pai, o agropecuarista Sebastião Torres Tatagiba que possuía propriedades rurais na Bahia, Goiás e no Pará. 
Aos 21 anos, mudou-se para a cidade de Marabá, no Pará. Em Marabá, atuou no setor madeireiro e graduou-se em Administração de empresas no Centro Educacional Carajás, simultaneamente operando no comércio regional e se tornando um dos protagonistas do setor privado no Sul e Sudeste do Pará, principalmente nos segmentos de saúde.
Em 2020, foi eleito presidente da Associação Comercial e Industrial de Marabá para o biênio 2020-2022, da qual foi reeleito até 2024. Não cumpriu seu mandato devido às pressões políticas e populacionais para sua candidatura à Prefeitura de Marabá, lançando-se como candidato em abril de 2024 e figurando como terceiro na corrida eleitoral com 11,43% dos votos. Em Maio do mesmo ano, recebeu o convite do então Deputado Estadual Delegado Toni Cunha, na época segundo colocado para o cargo municipal de Marabá. Juntos, formaram a coligação Juntos Pela Cidade em conjunto com Avante, o Partido Liberal (PL) de Toni Cunha e o Podemos (PODE) de João Tatagiba.
Em 6 de outubro de 2024, a chapa encabeçada por Toni Cunha (PL) e João Tatagiba (PODE) derrotou a chapa e coligação Pra Marabá Avançar, encabeçada pelo também Deputado Estadual Chamonzinho (MDB) e Fábio Moreira (PSD), ex-secretário de Obras do governo de Tião Miranda, na época atual prefeito de Marabá. O pleito encerrou-se com 51,08% favorável à Toni Cunha e João Tatagiba contra 34,03% de seus adversários.
No dia 1° de janeiro de 2025, João Tatagiba tomou posse como vice-prefeito e secretário de Indústria e Comércio na Câmara Municipal de Marabá.

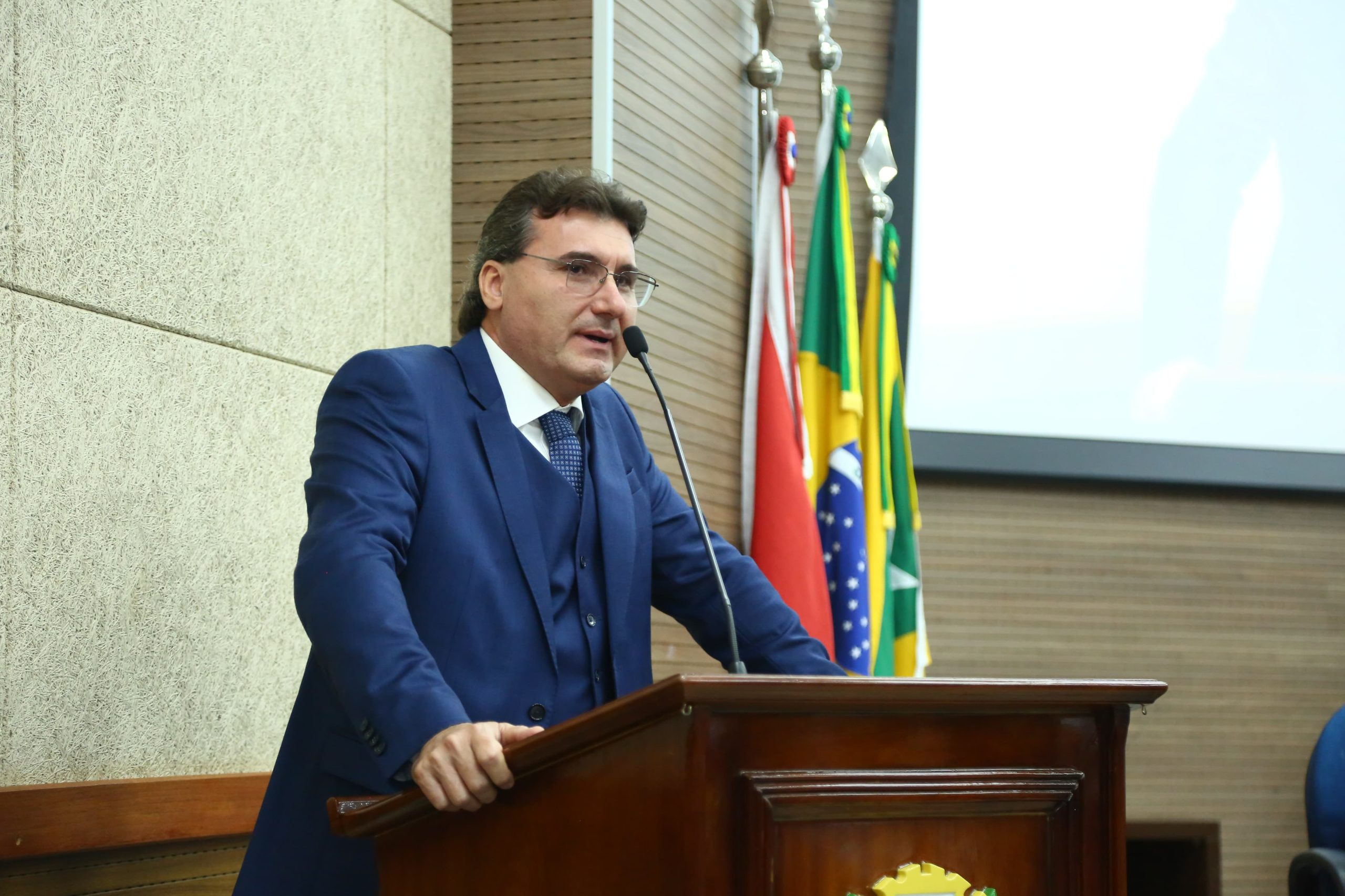
João Tatagiba tomando posse na Câmara Municipal de Marabá.

## Vida pessoal
Foi casado com a médica Mendali Moussallem, com quem tem três filhos. É divorciado desde 2010.